# ГЕС Suldal II
ГЕС Suldal II — гідроелектростанція на півдні Норвегії, за сотню кілометрів на північний схід від Ставангера. Знаходячись між ГЕС Kvanndal (40 МВт, вище по течії) і ГЕС Hylen, входить до складу гідровузла у сточищі Roaldkvamsana, яка впадає зі сходу в озеро Suldalsvatnet (частина річково-озерного ланцюжка Suldalsvassdraget, нижньою ланкою якого є дренуюча Suldalsvatnet річка Suldalslagen, котра впадає зі сходу до Sandsfjorden — північно-східної затоки великого фіорду Boknafjorden).
Дериваційний тунель станції довжиною біля 14 км обходить сточище Roaldkvamsana, спершу рухаючись по її лівобережжю у східному напрямку, а потім повертаючись по правому берегу на захід. Перший водозабір знаходиться на річці Bleskestadana, при цьому у її верхів'ях вже здійснювався відбір ресурсу для роботи станції верхнього ступеню ГЕС Kvanndal. Далі водозабір здійснюється з Tommerbrubekken (права притока Bleskestadana), Havreana та Kvelanebekken (інші ліві притоки Roaldkvamsana). Окрім власного стоку, з Havreana також підбирають воду, відпрацьовану на станції Kvanndal.
Захопивши стік самої Roaldkvamsana в озері Kvanndalsfoss (припустиме коливання рівня між позначками 620 та 630 метрів НРМ, що забезпечує корисний об'єм у 1,6 млн м3), тунель остаточно розвертається та проходить повз водозабори на Terrana (права притока Roaldkvamsana) та Elv fra Tongavatnet (невеликий потік, що впадає у східне завершення Suldalsvatnet трохи північніше від гирла Roaldkvamsana).
Машинний зал станції розташований там же, де і аналогічна споруда ГЕС Suldal I (використовує ресурс з головної гідрографічної артерії Suldalsvassdraget). На Suldal II працюють дві турбіни типу Френсіс загальною потужністю 155 МВт, які при напорі у 545 метрів забезпечують виробництво 652 млн кВт-год електроенергії на рік.
Відпрацьована вода потрапляє до Suldalsvatnet.
Як і інші станції гідровузла Røldal-Suldal, ГЕС Suldal II споруджувалась з метою забезпечення алюмінієвого комбінату в Кармей.